# Hypochilus thorelli

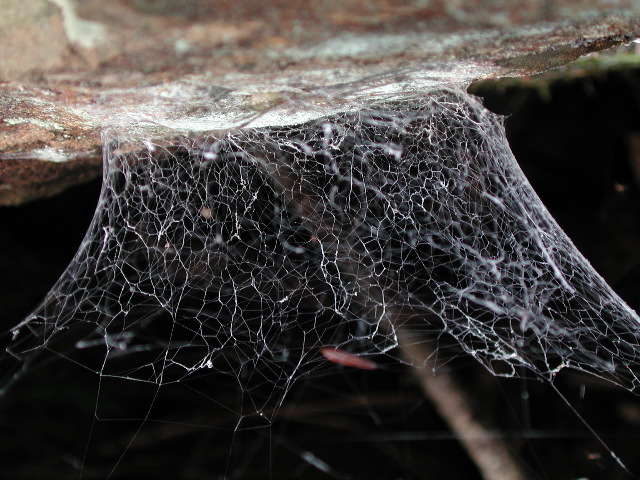
Teranyina de Hypochilus sp.

Hypochilus thorelli és una espècie d'aranyes araneomorfes de la família dels hipoquílids (Hypochilidae). fou descrit per primera vegada l'any 1888 per George Marx. H. thorelli viu al sud de les muntanyes Apalatxes, a l'est dels Estats Units.
Com totes les espècies dels hipoquílids, Hypochilus thorelli té quatre pulmons de llibre, com els mesotels i els migalomorfs i, en això, són diferents de la majoria dels araneomorfs. Els esbossos dels pulmons són visibles sota l'abdomen.

## Descripció
La femella té un cefalotòrax aproximadament de 5.5 mm i un abdomen (opistosoma) d'uns 9 mm. El mascle és més petit, amb un cefalotòrax d'uns 4 mm i un abdomen d'uns 6 mm. Ambdós sexes tenen potes molt llargues: la primera pota de la femella és d'uns 63 mm; el mascle té potes més llargues i més primes i la primera pota fa uns 80 mm. El cefalotòrax d'ambdós sexes és d'un color gris groguenc suau, amb una forma d'estrella més fosca per sota. La superfície superior de l'abdomen és grisenca, amb línies negres irregulars i algunes marques; la part de sota és més blanca. Tenen vuit ulls en dos grups de tres als costats i dos ulls més centrals. Tenen cribel i calamistrum.

## Taxonomia
El nom Hypochilus deriva del grec antic hypo, a sota, i cheilos, llavi; fa referència a la posició de l'aparell bucal. El nom de l'espècie, thorelli està dedicat a Tamerlan Thorell. La combinació única de característiques mixtes, amb quatre pulmons en llibre com una aranya migalomorfa però amb un cribel com una araneomorfa, van donar peu a que Marx no tan sols les ubiqués en un nou gènere, sinó també en una nova família, Hypochilidae.

## Distribució i hàbitat
A més del sud de les Muntanyes Apalatxes, també s'ha trobat a Carolina del Nord, Tennessee, i en la zona fronterera de Kentucky, Alabama, Geòrgia, i Carolina del Sud. El seu hàbitat preferit són congostos amb rierols en boscos caducifolis humits a una altitud de 600 a 1100 metres. La humitat i l'ombra són requisits importants, i també superfícies verticals per a construir les teranyines. En una sèrie d'observacions, les preses capturades en les teranyines són diverses: insectes voladors, opilions i formigues. Les preses són mortes a mossegades i no queden embolicades en seda abans de ser consumides.